# 兔斯基
兔斯基（英語：Tuzki）是由中国传媒大学动画系毕业的王卯卯创作的卡通兔子，是在中國国内迅速冒起的动漫形象之一。兔斯基在中国国内动漫业界中有着很高的地位，同时他的受欢迎程度也在亚洲各地大范围地拓展中。兔斯基是一只简单、眯眼的兔子，其傻傻贱贱又充满感情的表情图是他受欢迎的主要原因。兔斯基表情图现在已从桌面即时通讯软件和在线论坛扩大到各主要訊息应用平台，包括微信、KakaoTalk、Facebook和Zalo等。

## 创作经过
王卯卯于1985年出生于天津海河河畔的胡同里的一个单亲家庭，并在天津长大。她的母亲是手表厂的工人并有一份兼职工作，在王卯卯幼时察觉到了她的绘画天赋，在王卯卯满四岁后就开始送她去少年宫上美术班。王卯卯也爱看动画片和漫画，据王卯卯说因为童年的孤独，她很缺乏安全感，性格上有些自我封闭。高考时因为王卯卯没有得到奖学金而让她母亲生气，所以她最终选择了动画系。
2006年大一时王卯卯去了一家动画公司打工，并同时学习用Flash做动画。也就是在大学时王卯卯创作出了兔斯基，此时个人博客在中国大陆兴起，王卯卯也开通了个人博客，她在闲暇时间便在博客用图画的形式记录生活故事，并即兴创作了一只卡通兔子的形象作为故事的主角。王卯卯说道之所以会选择兔子是因为她在日常生活中常被称作“兔子”，她在某些方面也与兔子很相似。王卯卯表示她在画的过程中突然想起了她曾经读过的一本科幻小说，书中有个叫做“Zebatinski（泽巴廷斯基）”的角色，兔斯基的名称便源于此，兔表明他的种族，加上斯基便构成了他的名称。王卯卯之后在与朋友网上聊天时常发表情，因为有时表情图不全便想到把兔斯基放到互联网上，之后创做了七八十个兔斯基的表情，并发给了她的同学。之后兔斯基的表情开始在她与朋友之间传播，一些还上传到了论坛。自此王卯卯就开始继续创作，在上传至博客后兔斯基向更宽的范围内传开。

## 设定
兔斯基的性别为男，王卯卯表示这是因为他的动作是男性化的，在官方漫画《我兔斯基你》中也如此设定。兔斯基为眯眯眼，其中表达了“顺其自然，宠辱皆忘，自得其乐”的人生观。最开始的兔斯基形象比现在复杂。根据官方网页，兔斯基的出生日期为2006年9月6日。。

## 延伸
在2008年，兔斯基的著作产权由时代华纳其旗下的特纳广播收购，目前由特纳广播的附属公司TurnOut Ventures （页面存档备份，存于）全权管理。在2013年1月份推行的肯德基套餐礼品活动中，通过中国国内3千多家肯德基餐厅，合共送出多达950万份兔斯基挂饰玩具，反应超常热烈。兔斯基作为首个被富士胶片挑选合作的中国动漫形象，生产为Checky（拍立得）相机和相片，在2013年3月份全中国上市。中国最大床品品牌，罗莱家纺，自2013年9月首推正式授权的兔斯基床品，仅仅3个月的销售就已有超过2,500万人民币的收入。随着Checky相机的成功，兔斯基再次与富士胶片合作，在其Princiao（富士俏印）自助相片打印系统上提供兔斯基主题的相片边框，在2013年第4季开始于中国全国各大百货公司和商场逐一投入服务。由日本动画制作公司Studio 4°C制作的兔斯基动画短片《爱之刺客》在2014年2月13日于YouTube首播。兔斯基《爱之刺客》的广告在2014年2月14日到18日期间，于美国纽约时代广场的汤姆森路透大楼滚动展示。在2014年7月，Facebook在其Facebook Messenger上推出首套兔斯基表情图，并迅速受各地Facebook用户爱戴和使用。在同年9月，日本Facebook发布十大最受日本国内欢迎的表情图，兔斯基榜上有名。应用户需求，Facebbook在同年12月推出第二套兔斯基表情图。在2015年4月，英国金融时报发报了一篇关于兔斯基的报道。该文章谈及到兔斯基在中国的成功，和其如何赢取到全球千禧世代的爱戴。在同一个月份，CCTV America（中国中央电视台北美分台）也对兔斯基作出专题报道，探讨其如何在社交媒体中泛起。根据兔斯基官方Facebook页面的发布，全球每日兔斯基表情图的发送量达到2千万次以上。